# Neuroterus
Neuroterus is een geslacht van vliesvleugelige insecten uit de familie van de echte galwespen (Cynipidae).

## Soorten
- Neuroterus aggregatus (Wachtl, 1880)
- Neuroterus albipes (Schenck, 1863) – Plaatjesgalwesp
- Neuroterus ambrusi Melika, Stone & Csoka, 1999
- Neuroterus anthracinus (Curtis, 1838) – Oestergalwesp
- Neuroterus cerrifloralis Mullner, 1901
- Neuroterus laeviusculus Schenck, 1863
- Neuroterus lanuginosus Giraud, 1859
- Neuroterus minutulus Giraud, 1859
- Neuroterus numismalis (Fourcroy, 1785) – Muntgalwesp
- Neuroterus obtectus (Wachtl, 1880)
- Neuroterus politus Hartig, 1840
- Neuroterus pseudostreus (Kustenmacher, 1894)
- Neuroterus quercusbaccarum (Linnaeus, 1758) – Lensgalwesp
- Neuroterus saliens (Kollar, 1857) – Zeeanemoongalwesp
- Neuroterus tricolor (Hartig, 1841)